# Seirarctia niobe
Seirarctia niobe är en fjärilsart som beskrevs av John Kern Strecker 1885. Seirarctia niobe ingår i släktet Seirarctia och familjen björnspinnare. Inga underarter finns listade.